# Новая Слободка (Новосильский район)
Но́вая Слобо́дка — деревня в Новосильском районе Орловской области. Входит в состав Глубковского сельского поселения.

## География
Расположена на холмистой местности на левой стороне пересохшего ручья Сухая Колпна — бывшего притока реки Колпенки, в 9 км от сельского административного центра села Глубки.

## История
Деревня образовалась как новое поселение (отселённое поодаль от основного селения) на свободном (голом) месте. Упоминается в приходских списках Тульской епархии за 1857 год как «деревня Новая Слобода Голянка тожъ», заселённая помещичьими крестьянами. В разное время относилась к приходам: Кириковскому (село Кириллово) Кирико - Иулиттской церкви и села Игумново церкви Георгия Победоносца. Имелась церковно-приходская школа. 

## Население
| 1816 | 1857 | 1859 | 1915 | 2010 |
| ---- | ---- | ---- | ---- | ---- |
| 165  | ↗231 | ↗322 | ↗499 | ↘13  |

## Ссылка
- Военно-топографическая карта Российской Империи XIX века (карта Шуберта). Тульская губерния, (лист 16-15).